# Raduga (Film)
Raduga ist ein sowjetischer Film aus dem Jahr 1944. Der Schwarzweißfilm entstand während des Zweiten Weltkrieges unter der Regie von Mark Donskoi, einem Schüler Eisensteins, nach der Novelle Regenbogen über dem Dnjepr von Wanda Wasilewska, die auch das Drehbuch schrieb.
Der Filmhistoriker Rob Edelman sah in dem „wütenden Drama“ einen möglichen Einfluss auf den italienischen Neorealismus der 1950er Jahre.

## Handlung
Der Film spielt in der 1943 während des Zweiten Weltkrieges von der deutschen Wehrmacht besetzten Ukraine. Die schwangere Bäuerin Olena kämpft als Partisanin, während ihre Schwester, wiewohl Ehefrau eines Frontoffiziers der Roten Armee, die Geliebte des deutschen Ortskommandanten ist.
Zur Geburt ihres Kindes kehrt Olena in ihr Heimatdorf zurück und fällt dem Ortskommandanten in die Hände. Dieser versucht mit physischer und psychischer Gewaltanwendung Olenas Willen zu brechen, damit sie die Stellungen der Partisanen verrät. Es gelingt ihm jedoch nicht.
Bei der Wiedereroberung des Dorfes durch sowjetische Truppen rächt sich der zurückgekehrte Ehemann an seiner Frau für ihre Untreue. Die überlebenden Deutschen sollen nach dem Krieg einem „Volksgericht“ zugeführt werden.

## Kritiken
- Bosley Crowther lobte in der New York Times vom 23. Oktober 1944 die Produktion und den Regiestil, der enormen Realismus erzeuge. Raduga sei ein mächtiger, herzzerreißender Film.[2]
- Hal Erickson schreibt im All Movie Guide, der Film biete durchweg brillante darstellerische Leistungen und verdiene auch außerhalb Russlands Verbreitung.[3]